# Esplanade de La Défense
Esplanade de la Défense – druga stacja linii nr 1 w Paryżu. Stacja znajduje się na krańcu dzielnicy La Défense. Została otwarta 1 kwietnia 1992 r. Stacja posiada centralną platformę dlatego, że równolegle do linii metra przechodzi tędy autostrada A14 w tunelu pod La Défense.